# Chesterite
La chesterite è un minerale.